# Mochi
Pour les articles homonymes, voir Mochi (homonymie).
Le mochi (餅, gâteau), prononcé en français /mɔtʃi/,, s’appelle « Mashu » (麻薯) en Chine, est une préparation à base de riz gluant, appelé mochi gome (糯米／もち米, « riz gluant »), qui accompagne de nombreuses recettes au Japon.
On l'appelle dango mochi ou simplement dango lorsqu'il prend la forme de boulettes. Le mochi est obtenu par pétrissage de riz gluant cuit, qui prend alors l'aspect d'une pâte particulièrement visqueuse.

## Histoire
Originaire de Chine, cette préparation a été importée au Japon depuis l’Asie du Sud-Est vers la fin de la période Jōmon,, il y a environ 2 000 ans, en même temps que la riziculture. À l'époque de Heian, il y a environ 1 300 ans, c'était un élément indispensable des fêtes et des offrandes religieuses. À l'époque de Muromachi, il y a environ 700 ans, il a trouvé sa place dans la composition des pâtisseries japonaises avec le développement de la cérémonie du thé.
Selon des recherches archéologiques, on considère que la possibilité de faire du mochi a augmenté depuis le sixième siècle à la période Kofun, lorsque les marteaux de faïence sont devenus populaires dans tous les foyers, principalement dans l'est du Japon.
Dans le Bungo no kuni fudoki compilé à la fin du huitième siècle dans la période Nara, une légende concernant le mochi a été décrite. Selon ce livre, lorsqu'un homme riche a fait un mochi plat à partir du riz restant et lui a tiré une flèche, les mochi se sont transformés en oiseau blanc et se sont envolés, et après cela, le champ de riz de l'homme est devenu désolé et pauvre. Cette légende montre que les anciens Japonais croyaient que les mochi ronds blancs avaient un pouvoir spirituel.
Pendant la période Heian, le mochi était souvent utilisé dans les événements shinto pour célébrer l'accouchement et le mariage. Selon Ōkagami, compilé au XIIe siècle, les empereurs et les nobilités avaient l'habitude de mettre le mochi dans la bouche des bébés de 50 jours. À cette époque, il est devenu d'usage dans la société aristocratique que la mariée et le marié mangent le mochi ensemble chez la mariée trois jours après le mariage.
Les premiers témoignages enregistrés de mochi utilisés dans le cadre des festivités du Nouvel An proviennent de la période Heian japonaise. Les nobles de la cour impériale croyaient que de longs fils de mochi fraîchement confectionnés symbolisaient la longue vie et le bien-être, tandis que les mochi séchés contribuaient à renforcer ses dents. On en trouve aussi des récits dans le plus vieux roman japonais, Le Dit du Genji.
La coutume du kagami mochi a commencé dans la classe samouraï pendant la période Muromachi. Kagami mochi est composé de deux sphères de mochi empilées les unes sur les autres, surmontées d'une orange. En accueillant le Nouvel An, les samouraïs décorés de kagami mochi à l'armure japonaise et d'épées japonaises dans le tokonoma (alcôve dans une salle japonaise traditionnelle où l'art ou les fleurs sont exposés) prient pour la prospérité de leurs familles au Nouvel An. Quand les gens mangeaient du kagami mochi après la période du Nouvel An, ils évitaient de le couper avec un hōchō (couteau) afin de ne pas violer le kami, et l'ont cassé avec un marteau en bois après qu'il a naturellement séché et fêté.

## Usages
On consomme le mochi lors des grandes occasions et en particulier pendant les fêtes du Nouvel An. Sa préparation constitue un rite festif, et il est courant de voir fabriquer les mochi, en pleine rue, ou en public. Le mochi est considéré comme le réceptacle de l'esprit des divinités, c'est pour cela que les jours de fête, les Japonais se rassemblent pour piler du riz et en faire des mochi.
Les Japonais mangent en moyenne un kilo de mochi par an, pour l'essentiel durant la première semaine de janvier.
Au Japon, l'expression 餅肌／餅膚（もちはだ）« mochihada = peau de mochi » désigne une peau blanche fine et lisse, ferme mais rebondie, comme le mochi fraîchement préparé.. On pourrait l'assimiler à notre expression « peau de bébé ». Aucun dictionnaire ne mentionne un usage limité aux femmes ni connotation sexuelle[réf. nécessaire].

## Préparation et dégustation
Le riz gluant (ou riz glutineux) est d'abord cuit à la vapeur. Puis il est écrasé dans un mortier traditionnel appelé usu, ou alors de façon plus moderne, à l'aide d'une machine à mochi. Ainsi battu, il prend l'aspect d'une pâte gluante et élastique un peu plus ferme que celle du pain occidental[réf. souhaitée].
Les mochi sont ensuite façonnés à la main, prenant alors la forme ronde, ou bien la pâte est étendue puis découpée en forme de petits pavés. Auparavant ou à ce stade, ils peuvent être assaisonnés en surface ou dans la masse (thé, sucre…), et consommés aussitôt. Ils peuvent être fourrés à l'anko ou autre garniture.
La préparation est longue et demande beaucoup de travail, surtout pour écraser le riz. Cette étape de la préparation est même une cérémonie traditionnelle au Japon, appelée mochitsuki (餅つき／餅搗き).

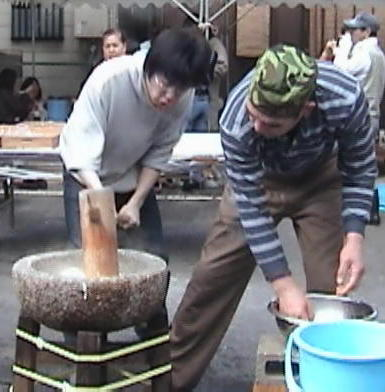
Mortier traditionnel, usu.
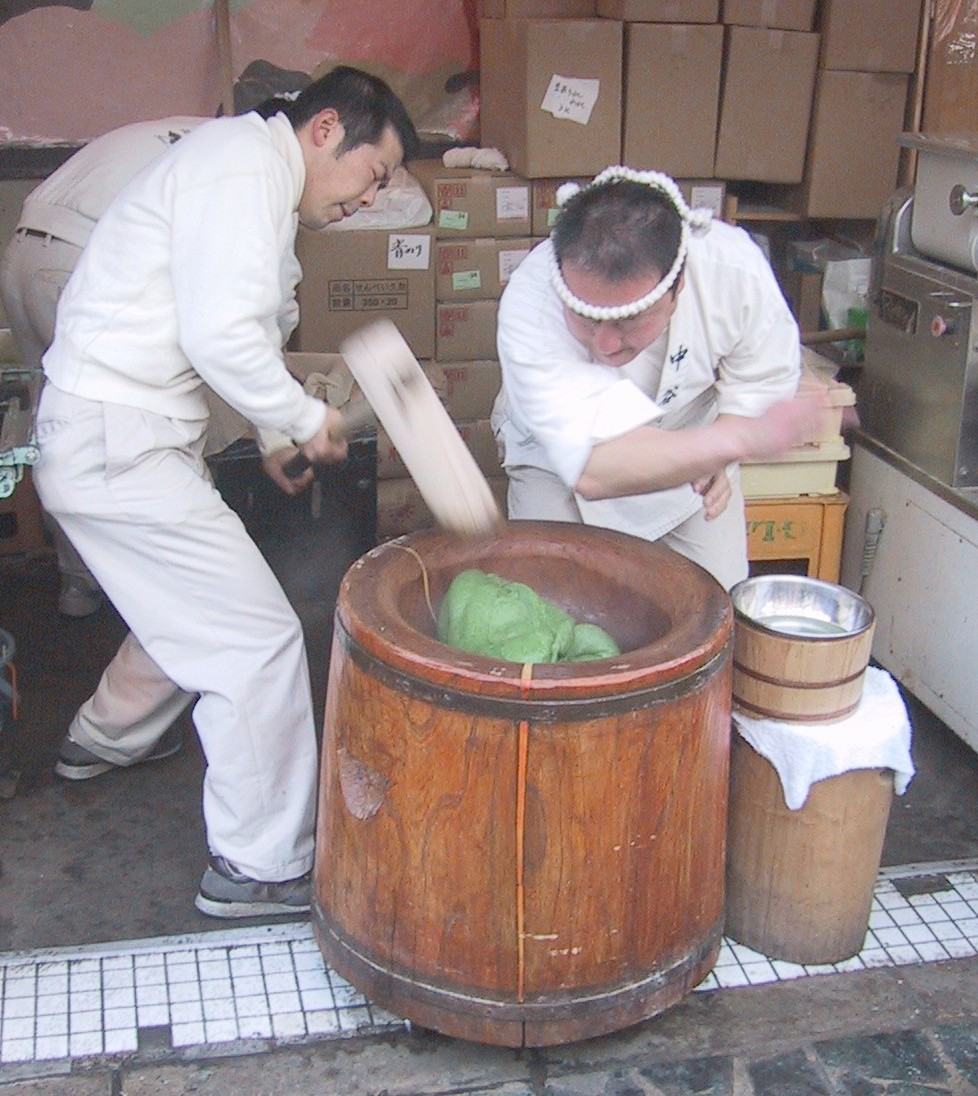
Préparation de mochi.
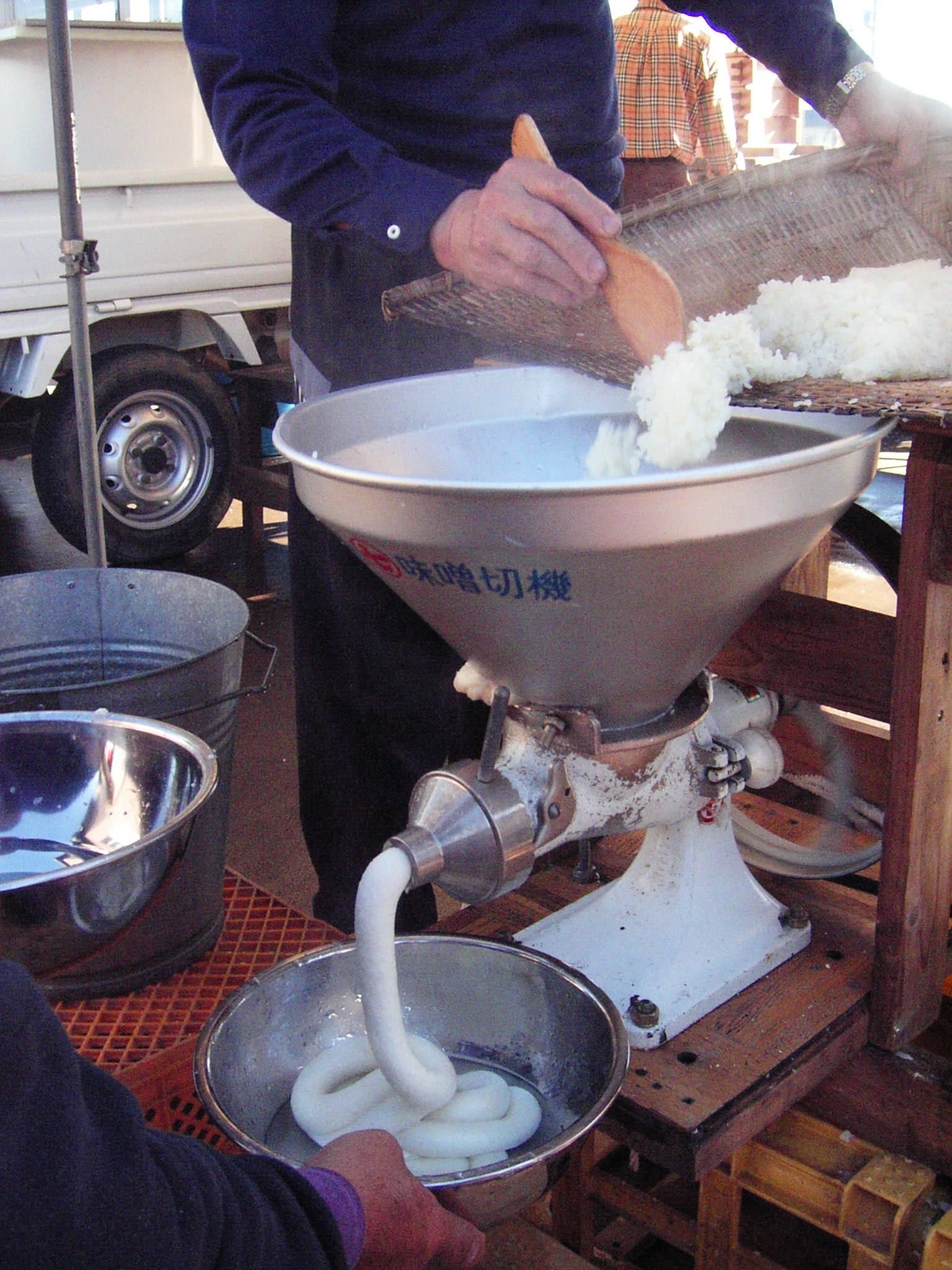
Pétrin à mochi.
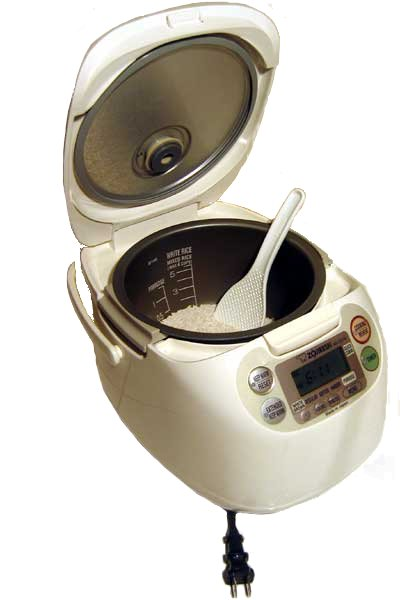
Mijoteuse électronique pour le riz.

Les mochi sont utilisés dans des plats liquides, tel que la soupe, la fondue (nabe) ou pot-au-feu (oden), directement ou éventuellement grillés. Enfin une pâte obtenue par le même procédé, et soufflée au four, est utilisée dans la confection des senbei.

## Préparations utilisant dumochi
Les préparations à base de riz gluant mochi (糯, riz gluant) :
- pour les fêtes : kagami mochi (nouvel an), hishi mochi (hina matsuri, le 3 mars), kashiwa-mochi (kodomo no hi, le 5 mai) ;
- en pâtisserie (wagashi) : akafukumochi, dango, daifuku, kuzumochi, ohagi ou botamochi, hanabiramochi, sakuramochi, warabimochi ;
- soupe : zōni (salée), o-shiruko (sucrée, zenzai) et chikara udon ;
- grillés ou frits : yakimochi (en), agemochi, arare (ou kakemochi), mitarashi dango (en brochettes recouvertes de sauce) ;
- Kirimochi (ja) (切り餅?, littéralement : « mochi coupé »), parallélépipèdes faits de riz gluant, équivalent du ciba (zh) (糍粑, cíbā) chinois.

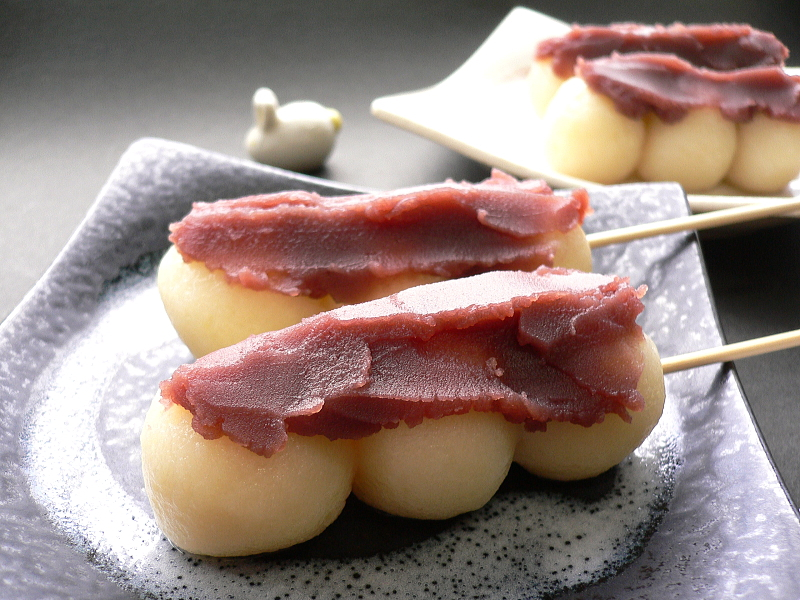
Dango (brochette de mochi) avec de l’anko tartiné dessus.
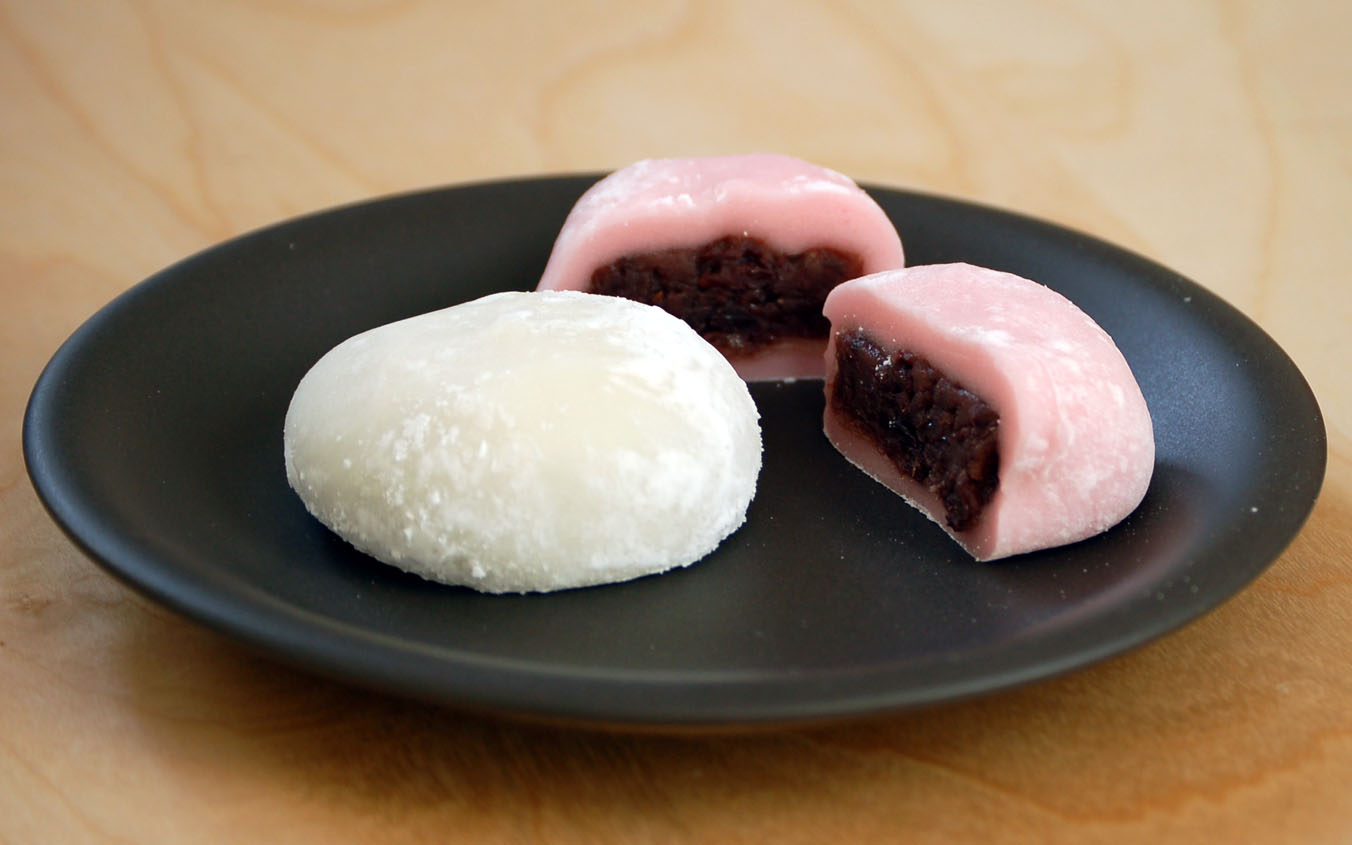
Daifuku fourrés à l’anko.
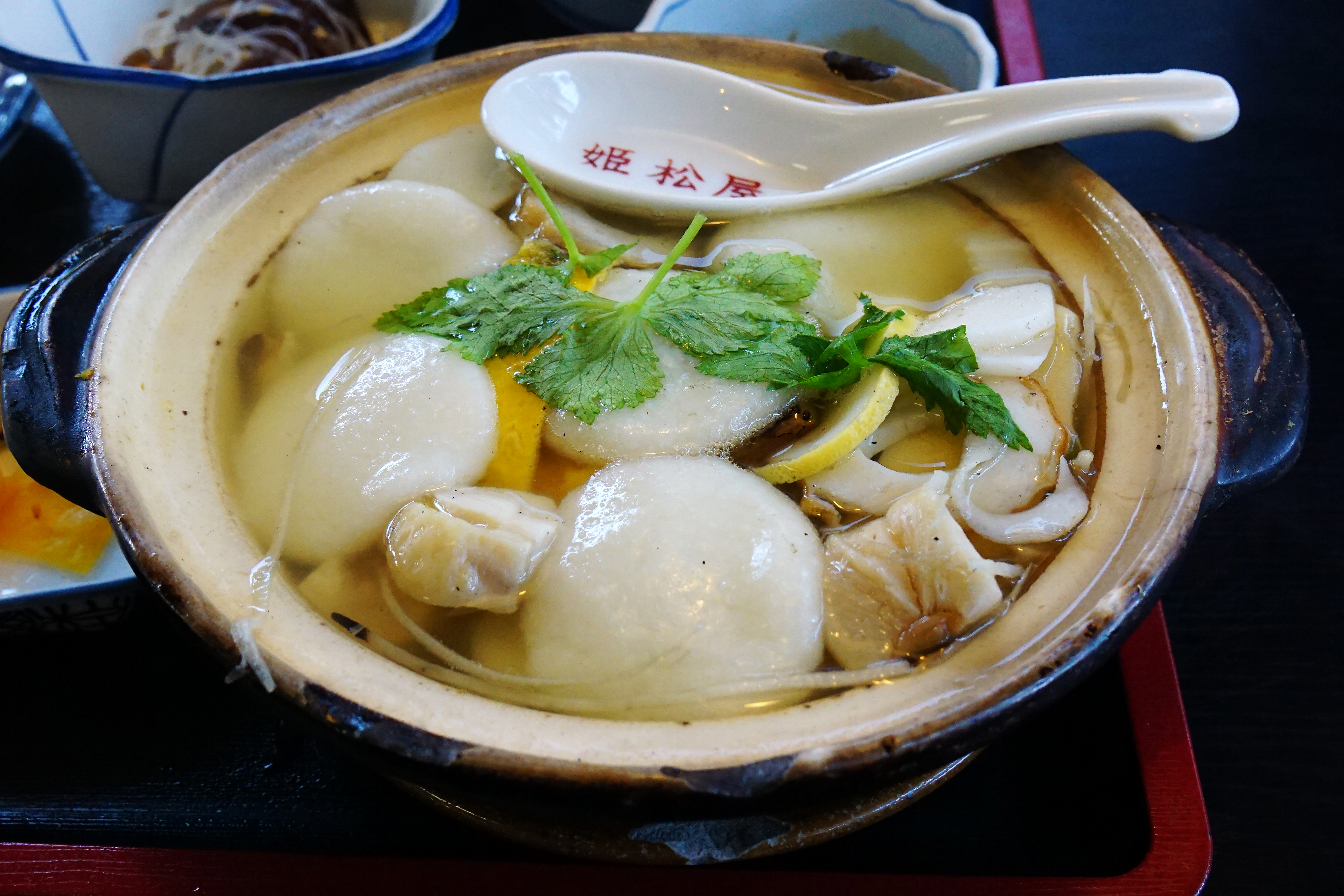
Soupe avec zōni.
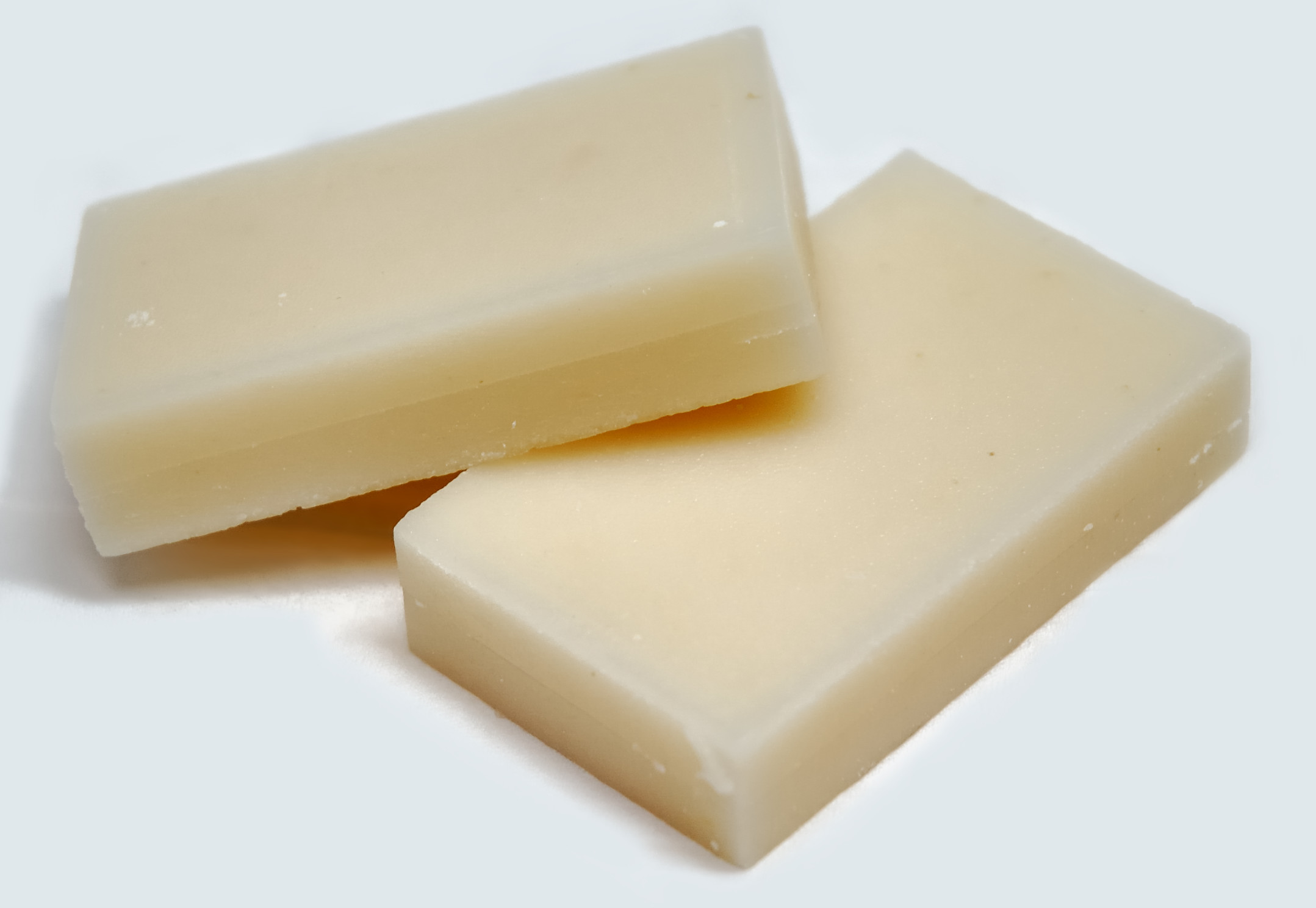
Kirimochi.

## Dangers dumochi
Du fait de sa grande viscoélasticité, les étouffements sont fréquents. La consommation rapide et abondante de mochi provoque chaque année quelques morts au Japon, notamment au Nouvel An. Ainsi, début 2015, neuf personnes sont mortes et 128 ont été hospitalisées après avoir mangé des mochi, contre deux en 2014 et quatre en 2013, pour la plupart des personnes âgées. L'année la plus meurtrière fut néanmoins l'année 1996, avec un total de 32 morts recensés ; ce nombre important s'explique par la recrudescence de mochi de basse qualité utilisant de la glycérine végétale comme agent de texture[réf. souhaitée].
Selon les chiffres du département des pompiers de Tokyo, plus de cent patients sont en moyenne hospitalisés chaque année pour des asphyxies dues à des mochi. Entre 2006 et 2009, à Tōkyō, dix-huit personnes sont mortes étouffées par un mochi.